# Bengt Nåjde
Bengt Carlsson-Nåjde, känd som Bengt Nåjde, född 19 maj 1942 i byn Blötberget i Grängesberg, Dalarnas län, död 17 september 2023 i Grängesberg, var en svensk medel- och långdistanslöpare. Han tävlade för Ludvika FFI, Mälarhöjdens IK, Eskilstuna IK och sedan Mälarhöjdens IK igen. Han utsågs 1966 till Stor grabb nummer 236 i friidrott. 
Nåjde var fram till sin död bosatt utanför Ludvika.

## Främsta meriter
Bengt Nåjde var svensk rekordhållare på dels 5 000 meter (åren 1965–1972 samt en kortare tid år 1973) och dels 10 000 m 1970 till 1974. 

## Karriär
1964 deltog Bengt Nåjde vid OS i Tokyo, men blev utslagen i försöken.
Den 30 juni 1965 slog Nåjde "Esso" Larssons svenska rekord på 5 000 meter från 1963 genom ett lopp på 13.37,8. Han förlorade det 1972 till Anders Gärderud. I samma lopp förbättrade han även Gunder Häggs svenska rekord på tre engelska mil från 1942 (13.32,4) med tiden 13.13,0. Vid SM detta år var Nåjde med i det segrande laget terränglöpning 12 km.
Vid EM i Budapest 1966 kom Nåjde sexa på 5 000 m, på 13.48,2.
1968 var han med i det segrande laget på stafett 4x1 500 meter vid SM.
1969 kom han åtta på 5 000 meter vid EM i Athen, på 13.55,8.
Den 30 augusti 1970 slog Nåjde Valter Nyströms gamla svenska rekord på 10 000 m med ett lopp på 29.03,8. Han vann SM på 5 000 meter.
1971 vann han SM-guld på 10 000 m och i terränglöpning 12 km.
1972 förbättrade Nåjde sitt svenska rekord på 10 000 meter, först den 27 maj 1972 till 29.01,6 och sedan, den 26 juni, till 28.44,6. Han behöll rekordet till 1974 då Göran Bengtsson förbättrade det. Vid SM stod han som segrare, både på 5 000 och 10 000 meter samt i stafett 4x1 500 meter.
Den 25 juli 1973 återtog Nåjde rekordet på 5 000 meter då han sprang på 13.34,6. Gärderud tog dock tillbaka det senare samma år (den 7 augusti). Åter var Nåjde med vid SM och tog i stafett 4x1 500 meter.
1974 deltog Nåjde vid SM och var med i det segrande laget i lagterräng.